# Lahaina
Lahaina (také psáno Lāhainā) je havajské město na západním pobřeží ostrova Maui. Žilo v něm 11 704 obyvatel. Během velkého požáru, který postihl Lahainu dne 8. srpna 2023, bylo téměř celé město zničeno a řada místních občanů zahynula.

## Historie
Název města znamená v havajštině „nemilosrdné slunce“, protože zdejší klima je mimořádně horké a suché. Do roku 1845 byla Lahaina hlavním městem Havajského království.  

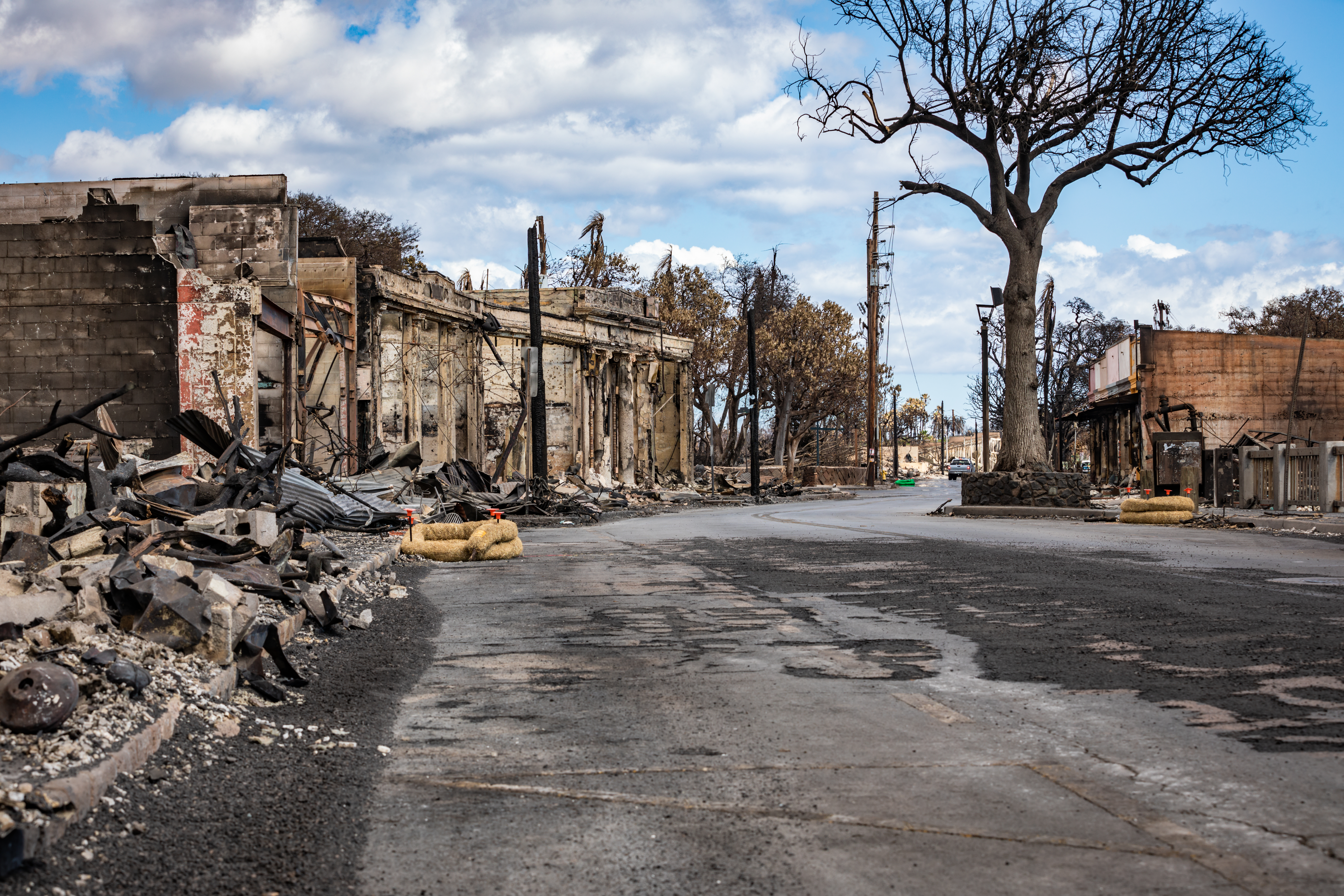
Lahaina po požáru

Zdejší přístav byl také v první polovině 19. století základnou pro lov velryb v Tichém oceánu. Námořníci ve městě vyhledávali prostitutky a bary, což vedlo k množství konfliktům s americkými puritánskými misionáři, v roce 1827 si velrybářská loď John Palmer vynutila radovánky s lahainskými ženami ostřelováním města z děl. Úpadek velrybářství vedl k přenesení panovnického sídla do Honolulu, Lahaina pak už nebyla správním centrem ani na Maui, tím se stalo Wailuku. 
Až do roku 2023 Lahaina žila převážně z turistického ruchu, v sezóně se počet obyvatel zvyšoval až na čtyřnásobek. Ve městě byla řada zachovaných historických staveb, jako např. hotel Pioneer Inn, budova bývalého parlamentu nebo dům misionáře Dwighta Baldwina přebudovaný na muzeum. Symbolem města byl obrovský fíkovník banyán v jeho centru, zasazený roku 1873 jako připomínka padesátého výročí příchodu misionářů. Ve městě bylo množství pláží, restaurací a obchodů (zejména na pobřežní promenádě Front Street), konala se zde jachtařská regata a historické velrybářské slavnosti Whaling Spree. Do nedalekého prázdninového letoviska Kaanapali vede jediná železnice na Havaji, která původně sloužila pěstitelům cukrové třtiny. Lahaina patřila k městům s nejdražšími nemovitostmi na Havaji.

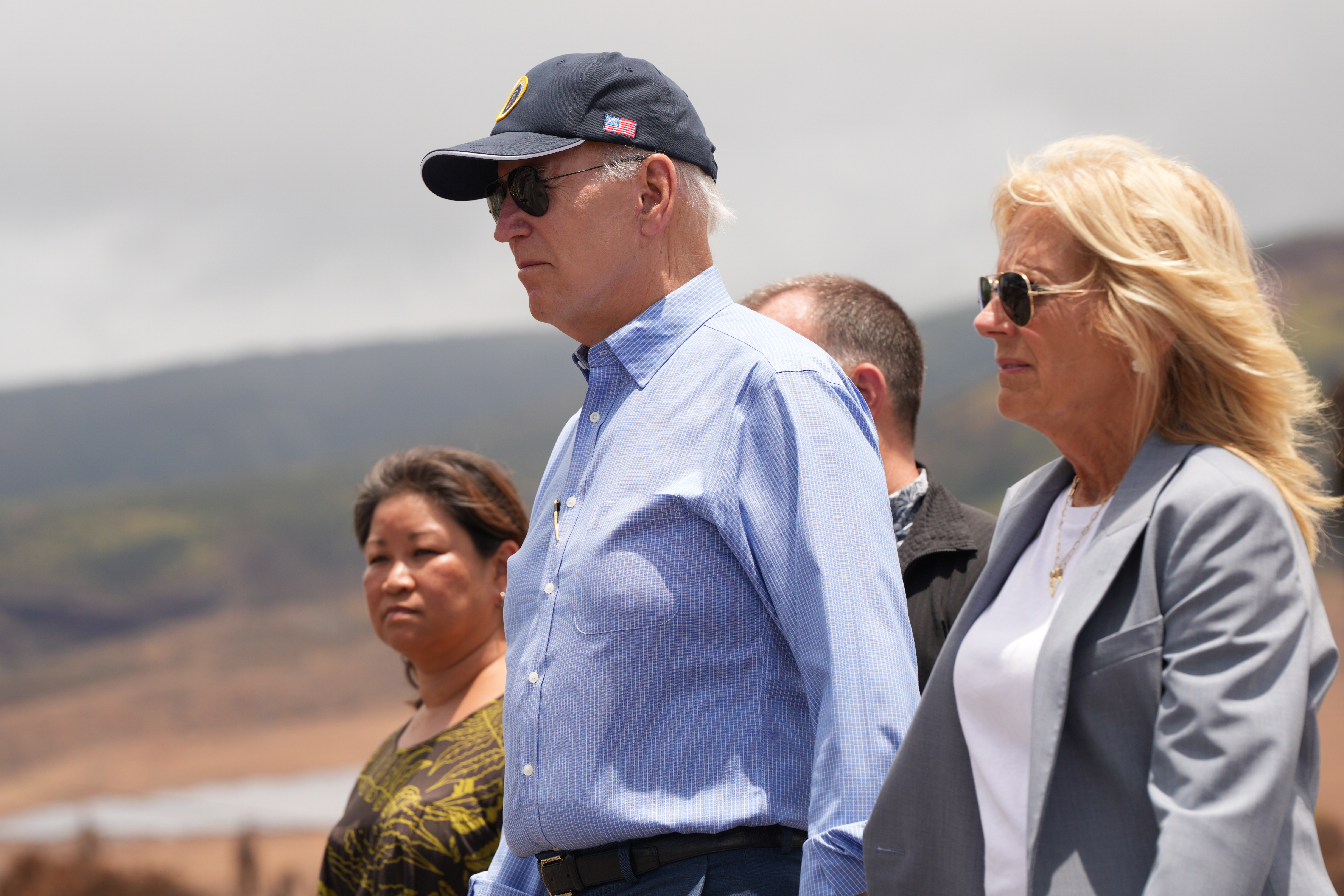
Prezident USA Joe Biden se při své návštěvě Maui dne 21. srpna 2023 seznámil s následky ničivého požáru

## Ničivý požár
Dne 8. srpna 2023 byla většina historického města zničena mohutným požárem, který se sem přenesl z dalších lokalit na ostrově Maui. Během následujících dvou týdnů bylo identifikováno 115 obětí a další obyvatelé města se pohřešovali. Zmizely celé městské čtvrti, mj. shořela i čtyři muzea s množstvím uměleckých děl a historických relikvií a také další budovy v centru, významné z hlediska havajské historie.